# Galatina
Galatina är en ort och kommun i provinsen Lecce i regionen Apulien i Italien. Kommunen hade 26 887 invånare (2017).